# 土卫三
土衛三又稱為「特堤斯」（Tethys），是一顆土星的衛星，由義大利科學家乔瓦尼·多梅尼科·卡西尼在1684年3月21日發現。

## 名稱
土衛三是根據希臘神話泰坦的特堤斯來命名的。
卡西尼稱呼了他所發現的4顆土星衛星（土衛三、「土衛四」狄俄涅、「土衛五」利亞、「土衛八」伊阿珀托斯）為路易之星（Sidera Lodoicea）來紀念路易十四世。而天文學家在第17世紀結束時，根據習慣將它們稱乎為土衛一、土衛二、土衛三、土衛四與土衛五（包括「土衛六」泰坦）。在（土衛一）彌瑪斯與（土衛二）恩克拉多斯於1789年被發現後，編號延伸到土衛七。1848年發現的許珀里翁最後一次改變編號順序，將伊阿珀托斯擠到土衛八。
天文學家約翰·弗里德里希·威廉·赫歇爾（威廉·赫歇爾的兒子，也是土衛一與土衛二的發現人）後來在《好望角觀測結果》（Results of Astronomical Observations made at the Cape of Good Hope）中建議這7顆衛星應該以泰坦神族來命名，後來這項建議被正式採用。

## 物理特徵

土衛三的地表合成照片

土衛三由冰所構成，類似土衛五與土衛四。它的密度為0.97 g/cm³，表示土衛三幾乎都是由水冰所組成的。土衛三的表片受到天體嚴重的撞擊，並擁有許多冰裂縫。它是太陽系反射率最高的天體之一，反射率達到1.229。這樣高的反射率是因為土星昏暗的E環物質所導致的，它的物質也包括土衛二所噴發出的水冰。
在土衛三擁有2種不同的地形，其中一種是由許多坑洞所構成的，而另一種地形則是黑暗的火山帶所組成的。這樣的火山口意味著土衛三曾經擁有內部的地質活動，導致古老的地形重新出現在地表。這種黑暗火山帶的精確形成原因仍是未知的，不過可能可以從伽利略號拍攝的木衛三與木衛四的照片來解釋，照片中顯示它們的極區擁有明亮的冰帽，這是因為冰沉積在朝著極點傾斜的火山口中。土衛三也可能是類似的情況，它的極區也相當明亮，並有黑暗的區域散布其中。

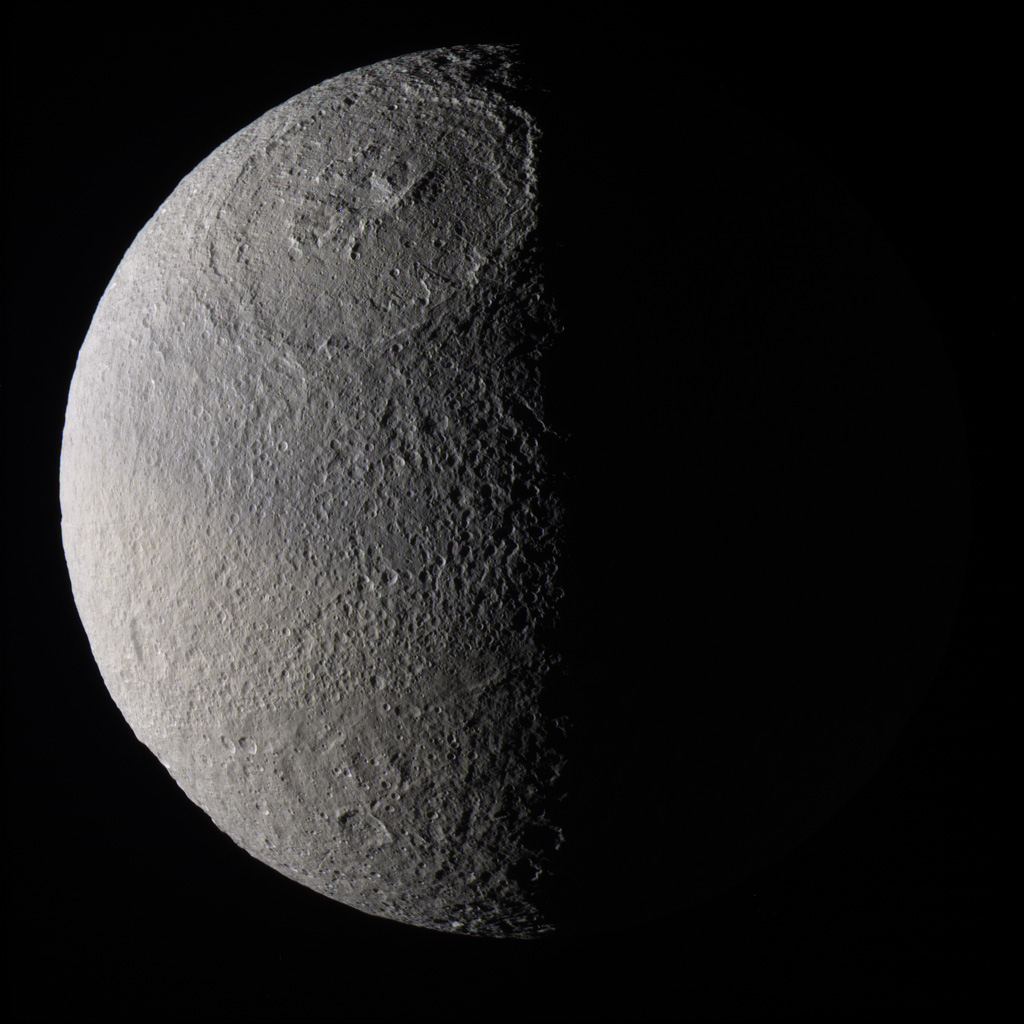
奧德修斯撞擊坑是一個巨大的坑洞，它位於照片的上方

土衛三的西半球主要是巨大坑洞奧德修斯撞擊坑（Odysseus），它的直徑為400公里，接近2/5個土衛三的大小。這個坑洞非常平坦，就像木衛四的坑洞，沒有月球與水星常見高聳的環狀山與中央隆起。這非常可能是因為天體撞擊在土衛三柔軟的表面所造成的地質現象。
土衛三的第2個主要特徵是巨大的伊薩卡峽谷（Ithaca Chasma），它寬100公里，深3至5公里。它延伸了2,000公里長，大約是土衛三圓周長的3/4。伊薩卡峽谷的形成被認為是因為在土衛三內部液體凝固時，導致體積膨脹，土衛三的表面因此裂開。地表下的海洋可能使得土衛三與土衛四在在早期形成2：3的軌道共振，也導致內部的潮汐加熱與軌道偏心率。這個海洋後來在土衛三脫離這種共振關係之後完全結凍。在土衛三完全固化前所形成的坑洞很可能全部被後來的地質活動所消除。天文學家也提出另一種理論來解釋伊薩卡峽谷的形成：在奧德修斯撞擊坑形成時受到的巨大撞擊，形成衝擊波傳遍土衛三，導致土衛三另外一面的表面破裂，形成伊薩卡峽谷。土衛三的表面溫度為攝氏-187度。

## 共軌
土衛三與土衛十三及土衛十四使用同一個軌道，並分別位在土衛三前後60度的拉格朗日點上（L4與L5）。 

## 探測
卡西尼號在2005年9月23日以1,500公里的距離飛越土衛三。雖然卡西尼號在延伸任務中仍然會繼續研究土衛三，不過並沒有計畫更接近的飛越探測。

## 外部連結
- 土衛三圖片集 （页面存档备份，存于）
- Tethys Profileby NASA's Solar System Exploration（页面存档备份，存于）
- Rotating Tethys map (Voyager) （页面存档备份，存于）
- The Planetary Society: Tethys